# Brigada Oz
La 89a Brigada "Oz" ( en hebreo: חטיבת עוז‎  "brigada coraje") es una brigada de fuerzas especiales de las Fuerzas de Defensa de Israel (FDI) dedicada únicamente a realizar operaciones especiales. La unidad fue establecida en diciembre de 2015, con el nombre de brigada de comandos con la intención de crear una nueva formación táctica de operaciones especiales de infantería de asalto. 
La unidad es comandada por el general ( Aluf ) Meni Liberty, la brigada opera como parte de la 98a División de Paracaidistas. 

## Planificación y desarrollo
Según las FDI, la Brigada de Comandos nace a iniciativa del teniente general Gadi Eizenkot y como resultado de la implementación de las lecciones operativas aprendidas durante la Operación Margen Protector del verano de 2014 y la Segunda Guerra del Líbano en 2006. Según el comandante de la 98ª división, la brigada no es más que la integración de los distintos equipos de élite del Cuerpo de Infantería bajo un mismo mando.  La nueva brigada estaba pensada para proporcionar a las unidades de operaciones especiales un centro de gravedad del cual antes carecían. 

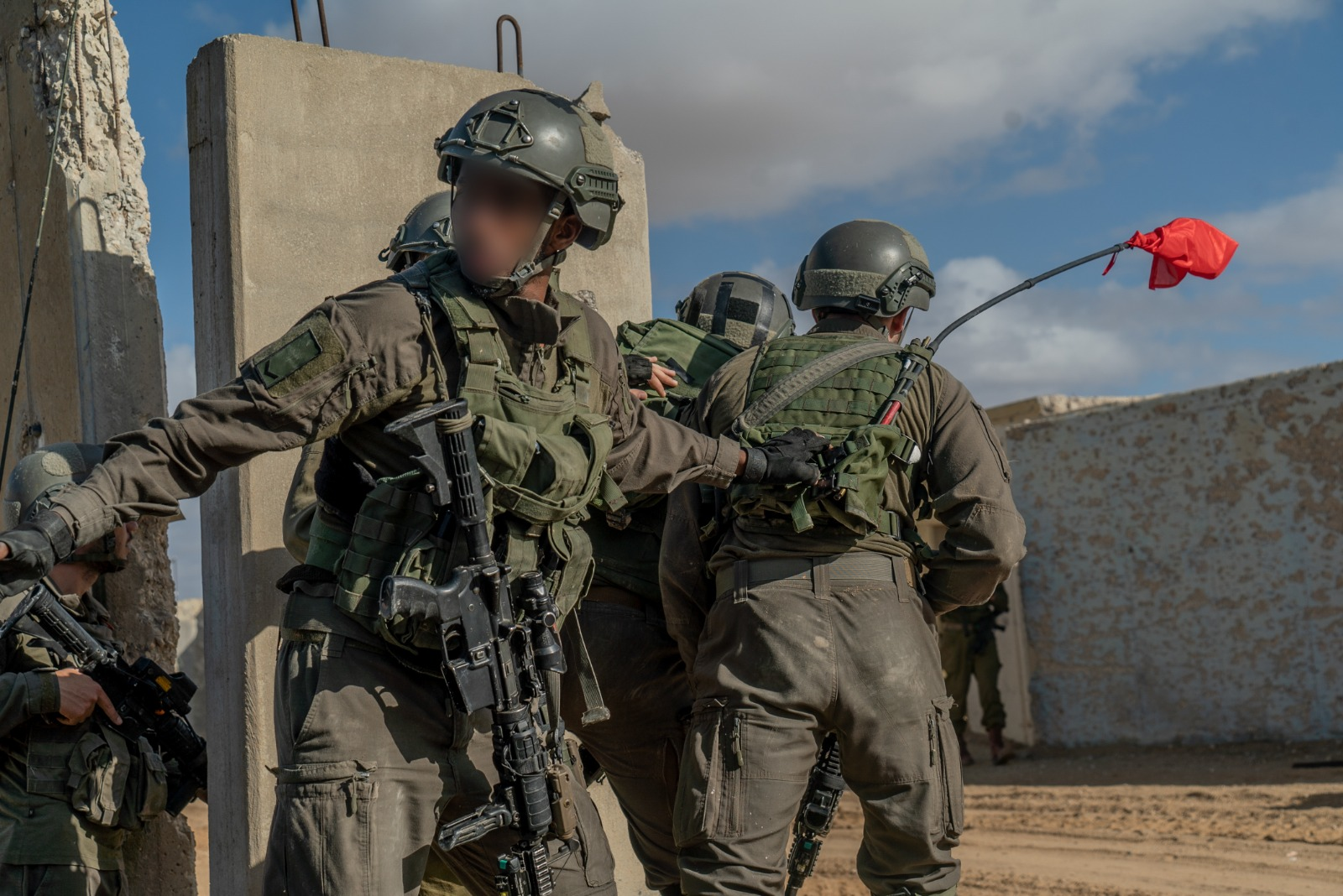
La Brigada Oz haciendo ejercicios en 2021.

El concepto de brigada de comandos fue desarrollado por el Ramatcal, el Comandante en jefe del Estado Mayor de las FDI, Gadi Eizenkot, durante la formulación de un plan militar de cinco años. La brigada nació para trazar más paralelismos entre las fuerzas especiales israelíes y el 75.º Regimiento Ranger.
Otras unidades de operaciones especiales son: Sayeret Matkal, Shayetet 13, Shaldag, la unidad canina Oketz y la unidad Yahalom ("Diamante") estas unidades continuaron operando de forma independiente.

## Organización de la Brigada en 2023
En 2023, la 89ª Brigada constaba de tres (antes cuatro) unidades de operaciones especiales.La brigada tenía un cuarto batallón, la ahora desaparecida Unidad 845, o "Rimon", una unidad de guerra del desierto, que fue absorbida por la unidad Maglán en junio de 2018. 
A partir de 2023, la brigada constaba de las siguientes unidades:
- La unidad Maglán, una unidad especial de reconocimiento militar.[11]
- La unidad Duvdevan, una unidad de lucha contraterrorista.
- La unidad Egoz, una unidad experta en la guerra de guerrillas.[12]
- Un batallón de logística militar.
- Una unidad médica aérea.
- Una compañía de señales.
- Una unidad de desarrollo tecnológico.

## Comandantes
|  | General de brigada David Zini (2015-2017)       |
|  | General de brigada Avi Blot (2017-2018)         |
|  | Coronel Kobi Heller (2018-2021)                 |
|  | General de brigada Meni Liberty (2021-presente) |

## Insignia
La insignia escogida para la brigada representa la letra hebrea Quf (ק), la primera letra de la palabra hebrea para Comando (קומנדו), compuesta por un cuchillo de combate que sale del mar y una flecha de doble punta encima. Simboliza la designación especial de la brigada y su movilidad por tierra, mar y aire.